# Grzegorz Zydel
Grzegorz Zydel (ur. 13 marca 1946 we Stargardzie, zm. 14 lipca 1998 we Wrocławiu) – polski perkusista rockowy.

## Życiorys
Na zestawie perkusyjnym zaczął grać na początku lat 60. Obracał się we wrocławskim środowisku muzycznym i w latach 1963–1965 grał w grupie Widma w której po raz pierwszy zetknął się z Jerzym Czeladynem (gitara solowa), zaś w 1965 wszedł w skład założonego przez gitarzystę Romana Kosarzewskiego zespołu Arianie (składu dopełniali: Marek Folga na gitarze i Ryszard Kupiński na basie), który działał przy klubie studenckim Simplex, należącym do Akademii Ekonomicznej we Wrocławiu. Przewinął się także przez działających od 1960 roku przy Miejskim Domu Kultury na ul. Kołłątaja, zaś od 1962 przy MDK Krzyki – Żaków. W styczniu 1967 roku wraz z Czeladynem dołączył do wpływowej grupy Elar 5, która była wielokrotnie nagradzana, i z którą perkusista był m.in. laureatem „Złotej Gitary Miasta Wrocławia” i laureatem I miejsca na III Ogólnopolskim Przeglądzie Zespołów Muzyki Rozrywkowej w Gliwicach (1967). Ponadto w 1967 gościł w Telewizji Polskiej oraz wystąpił w Programie III Polskiego Radia w audycji radiowej poświęconej jej działalności. W tym okresie zespół zaczął regularnie występować we wrocławskim klubie studenckim Pałacyk, a także w wielu innych klubach wrocławskich (Piwnica Świdnicka, Społem i in.). Wiosną 1968 roku doszło do reorganizacji składu grupy, zaś we wrześniu tegoż roku odmieniony ELAR (już bez „5” w nazwie) powrócił w składzie, który współtworzyli wraz z nim: Waldemar Domagała (śpiew, gitara, harmonijka ustna, flet), Jerzy Czeladyn (gitara solowa) i Kazimierz Tomys (gitara basowa). Było to bez wątpienia najbardziej dojrzałe artystycznie i muzycznie oblicze wrocławskiej formacji. Jeszcze w 1968 r. powstały nagrania studyjne zespołu, zarejestrowane dla Redakcji Muzycznej Polskiego Radia w Warszawie, m.in. Moloch (sł. A. Kuryło) i Wrocławski czas (sł. R. Wojtyłło). Zespół nadal cieszył się uznaniem i był nagradzany na rozmaitych imprezach muzycznych i kulturalnych. W tym okresie zajął I miejsce podczas Wrocławskiej Giełdzie Piosenki. W maju 1969 roku ELAR zdobywa IV nagrodę w konkursie "Estrada Studencka '69" w ramach IV Festiwalu Kultury Studentów PRL w Krakowie za wykonanie utworów Komu kwitną chabry i Moloch. Dociera także do półfinału II Młodzieżowego Festiwalu Muzycznego. W listopadzie 1969 r. formacja występuje jako jedna z czterdziestu polskich grup rockowych na prestiżowym I OFAB w Kaliszu. Nagrywa też w PR Wrocław. W artykule o zespole, zamieszczonym w czasopiśmie Jazz z listopada 1969 roku, muzyk powiedział: Zawsze grałem z Czeladynem i dodał: Moim ideałem jest Clive Bunker z zespołu Jethro Tull. Grupa ELAR zakończyła działalność w początkach 1971 roku, zaś jej perkusista zmarł 14 lipca 1998 roku we Wrocławiu, a 18 lipca został pochowany na Cmentarzu Grabiszyńskim (1-22-4).